# Rhipidura dahli
El abanico de las Bismarck (Rhipidura dahli) es una especie de ave paseriforme de la familia Rhipiduridae endémica del archipiélago Bismarck. Su denominación conmemora al naturalista alemán Friedrich Dahl.

## Distribución
La especie es endémica de las islas Bismarck, ubicadas al noreste de la isla de Nueva Guinea y perteneciente a Papúa Nueva Guinea.